# Марія Корда
Марія Корда (угор. Corda María, урожд. Марія Антонія Фаркаш (угор. Farkas Mária Antónia); 4 травня 1898, Дева — 2 лютого 1975, Женева) — угорська і австрійська актриса німого кіно. Знімалася в Угорщині, Австрії і Німеччині.

## Біографія
Марія народилася 4 травня 1898 року в місті Дева в Угорщині. Під час Першої світової війни грала на сцені театру в Будапешті, а в 1919 році дебютувала в кіно і тоді вийшла заміж за угорського кінорежисера Олександра Корду. Після того, як Угорська Радянська Республіка припинила своє існування, подружжя Корда емігрувало до Австрії та влаштувалося у Відні. На початку 1920-х Марія була дуже популярною в Австрії. Її найбільш значні фільми тієї епохи — «Самсон і Даліла» (1922), «Королева-невільниця» (1924) і «Приватне життя Єлени Троянської» (1927). Актриса також взяла участь в італійському історичному фільмі «Останні дні Помпеї» (1926).
У 1926 році слідом за чоловіком Марія перебралася до Берліна, а через рік вони вдвох поїхали до Голлівуду. В Америці акторка особливого успіху не мала — вона знялася лише в одному фільмі, режисером якого був її чоловік. Головною перешкодою на шляху її голлівудської кар'єри стало настання ери звукового кіно: Марія погано знала англійську і тому не мала жодних шансів пробитися на американські кіноекрани.
Повернувшись до Європи, актриса знялася в кількох британських та німецьких картинах і у 1929 році пішла з кіно. У 1930 році відбулося її розлучення з Олександром. Якийсь час вона жила в Нью-Йорку, намагалася писати романи, а потім поїхала до Швейцарії.
Марія Корда померла 2 лютого 1975 року у Женеві.